# Associació Cultural La Colmena de Santa Coloma
L'Associació Cultural La Colmena de Santa Coloma és una entitat nascuda a Santa Coloma de Gramenet el 1916 com una cooperativa de consum, però que de seguida creà diverses seccions i es vinculà a la transformació del poble en ciutat. Al llarg del temps, l'espai ha mantingut la seva activitat, dedicada principalment al teatre, el billar i els escacs. La complicitat, l'esforç i la perseverança són els valors que distingeixen una entitat esdevinguda emblemàtica en el seu entorn. El 2018 va rebre la Creu de Sant Jordi "per la seva reeixida tasca per tal de promoure la vida cultural i social de Santa Coloma de Gramenet des de fa més d'un segle".